# 1525.
◄ | 15. stoljeće | 16. stoljeće | 17. stoljeće | ►
◄ | 1490-ih | 1500-ih | 1510-ih | 1520-ih | 1530-ih | 1540-ih | 1550-ih | ►
◄◄ | ◄ | 1522. | 1523. | 1524. | 1525. | 1526. | 1527. | 1528. | ► | ►►
Arhitektura • Astronomija • Glazba • Kazalište • Kiparstvo • Knjige • Književnost • Kršćanstvo • Medicina • Politika • Pravo • Promet • Slikarstvo • Znanost

## Događaji
- 21. siječnja – Međusobno krštenje radikalnih reformatora u Zürichu smatra se početkom anabaptističkog pokreta
- 15. svibnja – Slomljena njemačka seljačka buna u bitci kod Frankenhausen
- 13. lipnja – Martin Luther ženi Katharinu von Bora, bivšu časnu sestru
- Utemeljen rimokatolički crkveni red Kapucina
- Gazi Husrev-beg opsjeda Jajce
- William Tyndale prevodi Novi zavjet na engleski jezik
- Kralj Ludovik II. potvrdi Iločki gradski statut

## Rođenja
- 5. veljače – Juraj II. Drašković, hrvatski teolog, državnik i kardinal († 1578.)
- 1. prosinca – Tadeáš Hájek z Hájku, češki liječnik i astronom († 1600.)
- Pieter Brueghel stariji, flamanski renesansni slikar († 1569.)
- Luís Vaz de Camões, portugalski pjesnik († 1580.)
- Baldassare Donato, talijanski skladatelj († 1603.)
- Giovanni Pierluigi da Palestrina, talijanski skladatelj († 1594.)

## Smrti
- 28. veljače – Cuauhtémoc, posljednji astečki vladar (* 1502.)
- 18. svibnja – Pietro Pomponazzi, talijanski filozof i humanist (* 1462.)
- 27. svibnja – Thomas Müntzer, vođa njemačke seljačke bune (* 1489.)
- 30. prosinca – Jakob Fugger, njemački bankar (* 1459.)

## Vanjske poveznice
|  | Zajednički poslužitelj ima još gradiva o temi 1525. |